# Mã quốc gia: F
- A
- B
- C
- D–E
- F
- G
- H–I
- J–K
- L
- M
- N
- O–Q
- R
- S
- T
- U–Z

## Quần đảo Falkland
| ISO 3166-1 numeric 238      | ISO 3166-1 alpha-3 FLK | ISO 3166-1 alpha-2 FK              | Tiền tố mã sân bay ICAO SF         |
| Mã E.164 +500               | Mã quốc gia IOC —      | Tên miền quốc gia cấp cao nhất .fk | Tiền tố đăng ký sân bay ICAO VP-F- |
| Mã quốc gia di động E.212 — | Mã ba ký tự NATO FLK   | Mã hai ký tự NATO (lỗi thời) FK    | Mã MARC LOC FK                     |
| ID hàng hải ITU 740         | Mã ký tự ITU FLK       | Mã quốc gia FIPS FK                | Mã biển giấy phép —                |
| Tiền tố GTIN GS1 —          | Mã quốc gia UNDP —     | Mã quốc gia WMO FK                 | Tiền tố callsign ITU —             |

## Quần đảo Faroe
| ISO 3166-1 numeric 234        | ISO 3166-1 alpha-3 FRO | ISO 3166-1 alpha-2 FO              | Tiền tố mã sân bay ICAO —       |
| Mã E.164 +298                 | Mã quốc gia IOC FAR    | Tên miền quốc gia cấp cao nhất .fo | Tiền tố đăng ký sân bay ICAO G- |
| Mã quốc gia di động E.212 288 | Mã ba ký tự NATO FRO   | Mã hai ký tự NATO (lỗi thời) FO    | Mã MARC LOC FA                  |
| ID hàng hải ITU 231           | Mã ký tự ITU FRO       | Mã quốc gia FIPS FO                | Mã biển giấy phép FO            |
| Tiền tố GTIN GS1 —            | Mã quốc gia UNDP —     | Mã quốc gia WMO FA                 | Tiền tố callsign ITU —          |

## Fiji
| ISO 3166-1 numeric 242        | ISO 3166-1 alpha-3 FJI | ISO 3166-1 alpha-2 FJ              | Tiền tố mã sân bay ICAO NF       |
| Mã E.164 +679                 | Mã quốc gia IOC FIJ    | Tên miền quốc gia cấp cao nhất .fj | Tiền tố đăng ký sân bay ICAO DQ- |
| Mã quốc gia di động E.212 542 | Mã ba ký tự NATO FJI   | Mã hai ký tự NATO (lỗi thời) FJ    | Mã MARC LOC FJ                   |
| ID hàng hải ITU 520           | Mã ký tự ITU FJI       | Mã quốc gia FIPS FJ                | Mã biển giấy phép FJI            |
| Tiền tố GTIN GS1 —            | Mã quốc gia UNDP FIJ   | Mã quốc gia WMO FJ                 | Tiền tố callsign ITU 3DN-3DZ     |

## Phần Lan
| ISO 3166-1 numeric 246        | ISO 3166-1 alpha-3 FIN | ISO 3166-1 alpha-2 FI              | Tiền tố mã sân bay ICAO EF       |
| Mã E.164 +358                 | Mã quốc gia IOC FIN    | Tên miền quốc gia cấp cao nhất .fi | Tiền tố đăng ký sân bay ICAO OH- |
| Mã quốc gia di động E.212 244 | Mã ba ký tự NATO FIN   | Mã hai ký tự NATO (lỗi thời) FI    | Mã MARC LOC FI                   |
| ID hàng hải ITU 230           | Mã ký tự ITU FIN       | Mã quốc gia FIPS FI                | Mã biển giấy phép FIN            |
| Tiền tố GTIN GS1 640-649      | Mã quốc gia UNDP FIN   | Mã quốc gia WMO FI                 | Tiền tố callsign ITU OFA-OJZ     |

## Pháp
| ISO 3166-1 numeric 250        | ISO 3166-1 alpha-3 FRA | ISO 3166-1 alpha-2 FR              | Tiền tố mã sân bay ICAO LF                                                        |
| Mã E.164 +33                  | Mã quốc gia IOC FRA    | Tên miền quốc gia cấp cao nhất .fr | Tiền tố đăng ký sân bay ICAO F-                                                   |
| Mã quốc gia di động E.212 208 | Mã ba ký tự NATO FRA   | Mã hai ký tự NATO (lỗi thời) FR    | Mã MARC LOC FR                                                                    |
| ID hàng hải ITU 226-228       | Mã ký tự ITU F         | Mã quốc gia FIPS FR                | Mã biển giấy phép F                                                               |
| Tiền tố GTIN GS1 300-379      | Mã quốc gia UNDP FRA   | Mã quốc gia WMO FR                 | Tiền tố callsign ITU FAA-FZZ, HWA-HYZ, THA-THZ, TKA-TKZ TMA-TMZ, TOA-TQZ, TVA-TXZ |

## Guyane thuộc Pháp
| ISO 3166-1 numeric 254        | ISO 3166-1 alpha-3 GUF | ISO 3166-1 alpha-2 GF              | Tiền tố mã sân bay ICAO SO      |
| Mã E.164 +594                 | Mã quốc gia IOC —      | Tên miền quốc gia cấp cao nhất .gf | Tiền tố đăng ký sân bay ICAO F- |
| Mã quốc gia di động E.212 742 | Mã ba ký tự NATO GUF   | Mã hai ký tự NATO (lỗi thời) FG    | Mã MARC LOC FG                  |
| ID hàng hải ITU 745           | Mã ký tự ITU GUF       | Mã quốc gia FIPS FG                | Mã biển giấy phép F             |
| Tiền tố GTIN GS1 —            | Mã quốc gia UNDP FGU   | Mã quốc gia WMO FG                 | Tiền tố callsign ITU —          |

## Polynésie thuộc Pháp
| ISO 3166-1 numeric 258        | ISO 3166-1 alpha-3 PYF | ISO 3166-1 alpha-2 PF              | Tiền tố mã sân bay ICAO NT      |
| Mã E.164 +689                 | Mã quốc gia IOC —      | Tên miền quốc gia cấp cao nhất .pf | Tiền tố đăng ký sân bay ICAO F- |
| Mã quốc gia di động E.212 547 | Mã ba ký tự NATO PYF   | Mã hai ký tự NATO (lỗi thời) FP    | Mã MARC LOC FP                  |
| ID hàng hải ITU 546           | Mã ký tự ITU OCE       | Mã quốc gia FIPS FP                | Mã biển giấy phép F             |
| Tiền tố GTIN GS1 —            | Mã quốc gia UNDP FPL   | Mã quốc gia WMO PF                 | Tiền tố callsign ITU —          |

## Vùng đất phía Nam và châu Nam Cực thuộc Pháp
| ISO 3166-1 numeric 260      | ISO 3166-1 alpha-3 ATF | ISO 3166-1 alpha-2 TF              | Tiền tố mã sân bay ICAO —       |
| Mã E.164 —                  | Mã quốc gia IOC —      | Tên miền quốc gia cấp cao nhất .tf | Tiền tố đăng ký sân bay ICAO F- |
| Mã quốc gia di động E.212 — | Mã ba ký tự NATO ATF   | Mã hai ký tự NATO (lỗi thời) FS    | Mã MARC LOC FS                  |
| ID hàng hải ITU 501         | Mã ký tự ITU —         | Mã quốc gia FIPS FS                | Mã biển giấy phép F             |
| Tiền tố GTIN GS1 —          | Mã quốc gia UNDP —     | Mã quốc gia WMO FR                 | Tiền tố callsign ITU —          |